# Domesday Book

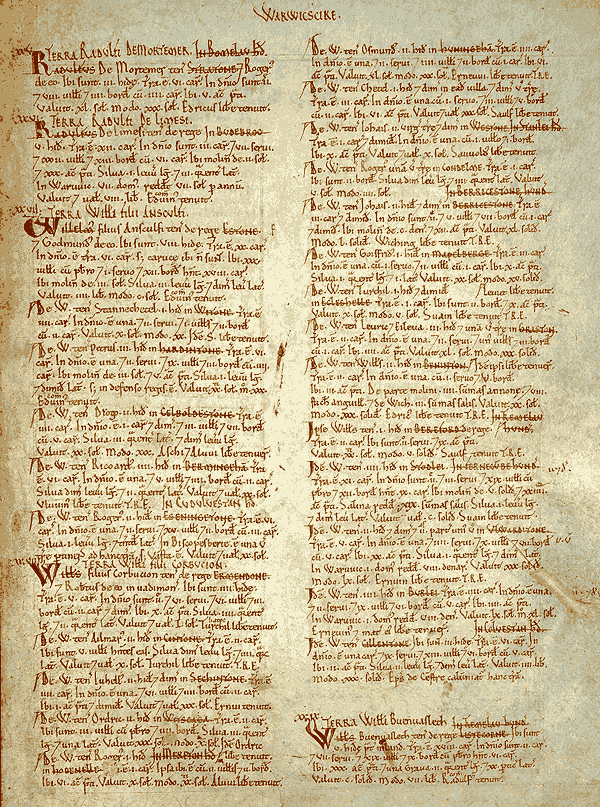
Strona z Domesday Book

Domesday Book – napisany po łacinie rodzaj katastru gruntowego, sporządzonego na żądanie Wilhelma Zdobywcy w podbitej przez niego Anglii, ukończony w 1086 r.
Wilhelm Zdobywca, jako król Anglii, zarządził w 1085 r. wykonanie spisu, dzięki któremu mógł nałożyć na podwładnych podatki. Ukończono go w 1086 r. Księga zawierała wykaz posiadłości ziemskich, należących w każdym hrabstwie do króla oraz duchownych i świeckich feudałów, podawała liczbę wasali każdego barona, rozmiary posiadłości, przybliżone dochody w gotówce, rodzaj gleby, liczbę chłopów, kwotę danin, powierzchnię lasów, pastwisk, liczbę młynów, bydła i przybliżone dochody z poszczególnych posiadłości. Historyczną zaletą księgi jest zapis nazwisk właścicieli.
Na podstawie Domesday Book przyjmuje się, że liczba ludności Anglii wynosiła 1,1-1,5 mln osób. Podział własności ziem wyglądał następująco: 20% król, 25% wielcy wasale, 25% Kościół.
W 900. rocznicę wydania Domesday Book wydano jej edycję multimedialną, przygotowaną przez Acorna, Philipsa i BBC na dyskach laserowych (w formacie LV-ROM). Księga prezentowana jest w The National Archives w londyńskiej dzielnicy Kew.
Nazwa Domesday została utworzona od staroangielskiego słowa „doom”, oznaczającego zliczanie. Domesday to dosłownie „dzień obrachunku”, w którym feudał zliczał dobra posiadane przez jego poddanych. Ten sam źródłosłów ma we współczesnej angielszczyźnie Dzień Sądu Ostatecznego (ang. Doomsday), będący dniem „rozliczenia” dobrych i złych uczynków wszystkich ludzi. Amerykański poeta Edgar Lee Masters zatytułował jeden ze swoich tomików Domesday Book.